# ごみ屋敷

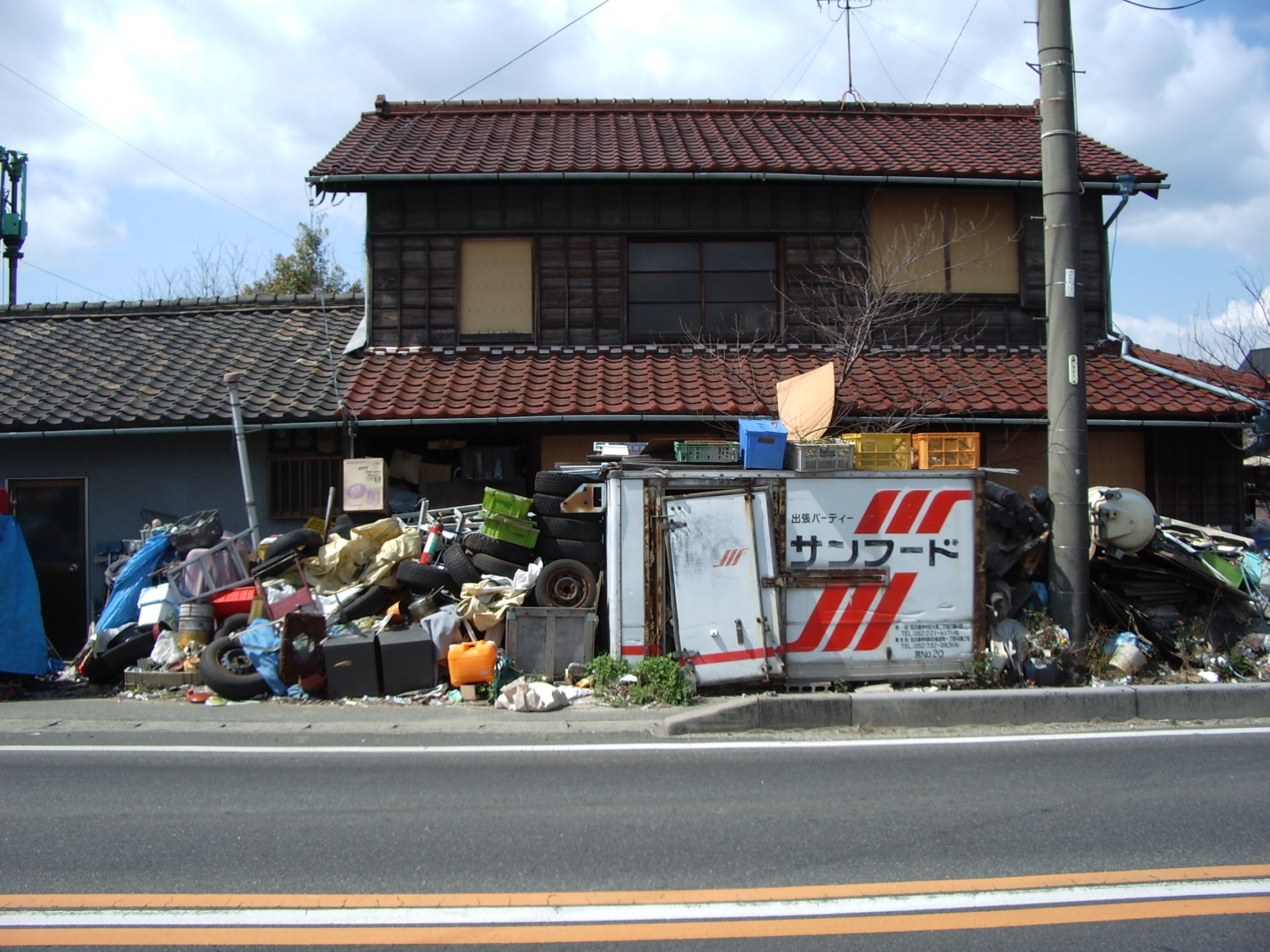
ごみ屋敷の例

ごみ屋敷（ごみやしき）とは、ごみが野積みの状態で放置された、ごみ集積所ではない建物（主として居住用）もしくは土地のこと。居住者が自ら出すごみはもとより、近隣のごみ集積所からごみを運び込んだり、リサイクル業を営んでいるとしてごみを溜め込んだりする。
精神医学の見地では、強迫性障害（OCD）のひとつに強迫的ホーディングがあり、異常行動のひとつの類型として「収集癖」（Hoard、死蔵・退蔵・保蔵、もしくはHoarding、ホーディング）が生じることが報告されている。2013年、アメリカ精神医学会『DSM-5』において、「ためこみ症」という新たな病気として定義された。
悪臭やネズミ、昆虫（特に害虫）の発生等により近隣の住民に被害が及ぶほか、ボヤや放火などの犯罪に遭いやすいことから問題視されており、主に民放テレビキー局のワイドショーやニュースで報道され、社会問題として取り上げられている。

## 社会問題として
以下、一般に社会問題として取り上げられたケースについて触れる。無論、発生の状況には様々なケースが存在し、事象の全てについて網羅したものではない。

### 一般的な状況
広く報道されているケースではごみ屋敷を作ってしまう人（屋敷主）の多くが、その土地・家屋の所有者本人であり、中には周辺に不動産を複数所有する資産家である事が少なくない。その多くは老齢で独居（結婚していても別居しているか、離・死別あるいは独身）である。知人友人がなく、親類縁者とも疎遠で、地域住民から完全に孤立している。このような社会的孤立は、ごみ屋敷形成の要因の一つとされる。一度ごみ屋敷となると、住人のみでの片付けが困難になり、より悪化するという悪循環に陥る。ごみ屋敷を片付けるためにはごみの分別、ごみの排出、室内のクリーニング、害虫駆除も必要になるため、ごみの量が多くなるにつれて一人での片付けが困難になる。
一般に「ごみ」とされる物についても法的には所有権が存在しており、第三者から見て明らかにごみが堆積していても、本人が「ごみではない」と主張した場合、近隣住民や行政が介入し強制的に排除することは困難である。また私有地の場合、正当な理由なく立ち入れば住居侵入罪等が成立するため、問題解決はより困難になる。
別のケースとしては住人不在のまま長期間放置された民家や不動産物件に、近隣住民がごみの不法投棄を繰り返し、現有者がこれに対抗措置をとらないまま放置したため発生するものがある。この場合は近隣住民（おそらく少数の特定人物）のモラルのなさと不法行為が原因であり、ごみ屋敷の所有者に起因するものではない。
2023年3月28日、全国の市区町村を対象にした、環境省による初の件数調査で、ごみ屋敷の存在を2018年4月から2022年9月までに認知しているのは全国1741市区町村のうち661市区町村（38.0％）、総数は5224件に上ることがわかった。ごみ撤去など改善されたのは2588件（49.5％）で、半数は未解決だった（東京新聞）。約半数が改善し、2022年9月時点で2636件まで減った（朝日新聞）。認知方法は市民からの通報が9割近くを占めた。把握件数を都道府県別にみると、東京の880件が最多で、愛知538件、千葉341件と続いた。改善した割合は広島が74.6％で最も高く、次いで愛知が72.9％。その理由は「住人への助言・指導」「住人の転居・死去」「関係部署や機関との包括的支援」などだった。全国で条例などを作って対応しているのは101市区町村、制定予定または検討中が55市区町村だった。制定済みの101市区町村のうち26市区町村が罰金など罰則を設けていた。条例適用対象であるかを判断する点は、周辺住民への影響92市区町村、悪臭・害虫の有無68市区町村だった。
2024年8月28日、総務省は全国181事例のごみ屋敷の調査結果を発表した。調査は2022年10月から2024年8月にかけて、人口10万人以上の市・特別区のうち30市区から、計181事例を選んで調べた。周辺地域に及ぼす影響（複数回答）としては、火災発生のおそれ103事例、悪臭の発生94事例などがあげられた。181事例のうち解決済みは62、未解決は119。未解決の主な要因（複数回答）は、「市区の対応について居住者から理解を得られない」が約8割、「居住者が解決を望んでいない」が約6割。未解決のうち居住者がごみを有価物だと主張するケースも約3割ある。居住者の状況は約7割が健康や経済面の課題を抱えていた。単身世帯が約6割で、そのうち半数以上が65歳以上の高齢者だった。

### 発生にいたる背景
異常行動としてのホーディングは世界各国で報告されているが、現象面としての「ごみ屋敷」状態が発生する背景には多様な状況があるため、一概には判断しづらい。発生にいたるまでの背景にはさまざまな事由が存在するが、報道として取り上げられるケースでは主に以下のような事例が報告される。また、このような事由に関して当事者自身が事態の深刻さを自覚していないことが多い。
異常行動として
- 自分の所有地にごみ類を不法投棄されることに対する怒り。
- 地域や親族への不信から、自分や財産に対して抱く不安。
- （対象は何でも良い）コレクションの達成感を得るため。
- （対象は何でも良い）処分する事への罪悪感。
- 地域共同体（コミュニティ）からの疎外、孤立感。
- 収集癖が病的にまで高じる。

その他にも、以下のような理由が挙げられる。
- 経済的困窮（家電リサイクル法対象四品目の安価な引き取り）。
- 古物商による在庫増加に伴う管理の不行き届き。
- 近隣住民による空家、空地への不法投棄（ごみ屋敷が整地再開発され、新築物件として転売された後も不法投棄の悪習が抜けず新居者とトラブルになる場合がある）。
- 注意欠陥障害（ADHD）などの精神疾患。 - サリ・ソルデン著『片づけられない女たち』を参照[要ページ番号]。先天的なドーパミン分泌不足等で入浴や掃除等が億劫になる。

### ためこみ症
ゴミ屋敷の発生原因として、家主がためこみ症であることが指摘される。ためこみ症とは「実際の価値とは無関係に、所有物を捨てることや手放すことが持続的に困難であり、生活空間が散らかって物であふれ、空間の使用目的が大幅に損なわれるところまで所有物が蓄積される」というものである。青年期に軽症で発症する場合が多く、加齢とともに徐々に悪化し、30代半ばまでに臨床的に意味のある障害を引き起こす。ためこみ症は慢性に経過し、症状の消長または自然寛解はほとんど、または全くない。本障害の時点有病率は2～6％と推定される。

## 各自治体の対応
ごみ屋敷の存在が公共の福祉に反する場合、法令の範囲内で強制的にごみを撤去できる場合もある。この考え方に基づき、独自条例を制定する自治体も増えている。ただし、行政代執行でごみ撤去を実施した自治体は少ない。
2008年の静岡県三島市の事例では、居住者の老人女性の安否が不明であるとして高齢者虐待防止法を根拠に行政が介入した。大分県別府市では5万円を上限とした生活環境改善援助事業の例がある。
強制撤去の費用を家主に求める条例は、杉並区、大田区、荒川区が定めている。また東京都足立区では強制撤去の費用を家主が負担できない場合、区が100万円を上限として負担する条例を制定に向けている。ごみ撤去について自治体が費用を支援するのは全国的にまれである。
2016年10月23日付の毎日新聞によると、ごみ屋敷に対応するための条例について、同新聞が政令指定都市や県庁所在地、及び東京23区の計74市区を対象に調査したところ、条例を制定しているのは、調査対象の自治体のうちの16%に当たる16市区のみであることが明らかになった。有識者からは「ごみ屋敷化は高齢者のみならず、誰でも起こり得ることであり、自治体任せにせず日本政府が対策を講じるべきだ」との指摘が出ている。

### 強制撤去
京都市では2014年11月に「京都市不良な生活環境を解消するための支援及び措置に関する条例（条例本文 (PDF) ）」が施行され、この条例に基づいて2015年11月13日、市が50代男性宅の玄関前に積み上がったごみを行政代執行によって撤去した。私有地に放置されたごみの強制撤去は全国初となる。撤去に至った経緯は玄関前通路のごみが2メートル近く積み上がっており、これより奥に住む住民の通行を妨げ、避難時や救急搬送時などに命を脅しかねないと判断したためである。